# 평양빙상관

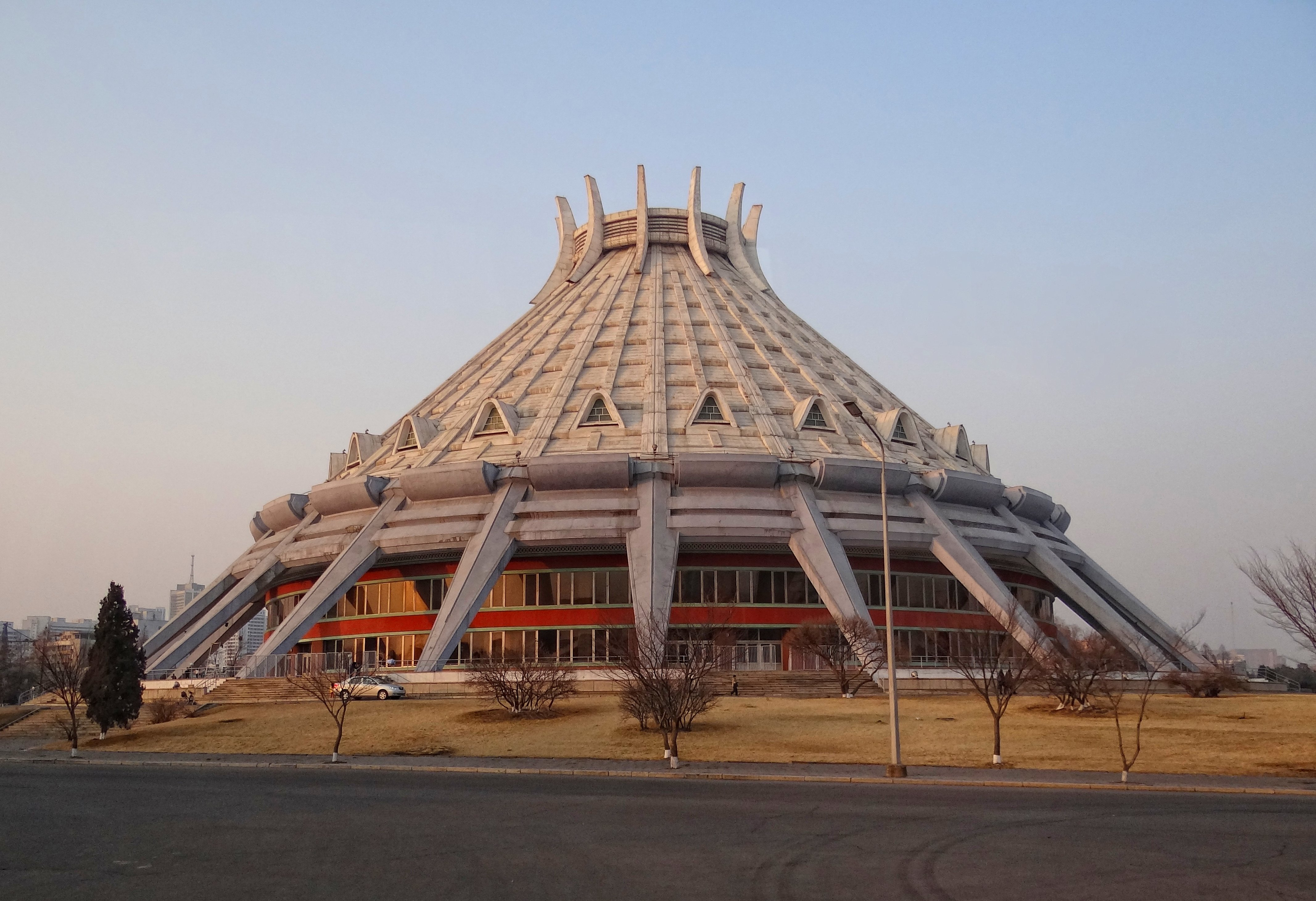
평양빙상관

평양빙상관(平壤氷上館)은 조선민주주의인민공화국 평양직할시 보통강구역에 있는 아이스링크이다.